# Michael Monroe
Michael Monroe (17 de junho de 1962), é um cantor, compositor e músico finlandês que alcançou a fama como vocalista e saxofonista da banda de glam punk Hanoi Rocks, além de ter atuado como vocalista de projetos paralelos, como Demolition 23 e Jerusalem Slim (com Steve Stevens).

## Biografia
Michael Monroe nasceu em 17 de junho de 1962. Seu pai, Pentti Fagerholm (1935–2015), repórter da imprensa finlandesa. Monroe afirma na autobiografia de Hanoi Rocks, All That Wasted Years, que uma das primeiras vezes que ele foi exposto ao rock n' roll foi quando viu a apresentação do Black Sabbath em Paris em 1970 na televisão.
Algumas outras bandas favoritas de Monroe na época incluíam: Alice Cooper, The New York Dolls, Led Zeppelin, Creedence Clearwater Revival e Little Richard. De 1976 a 1979, Monroe tocou em uma banda chamada Madness. Durante esse período, enquanto ensaiava no porão de uma igreja em Töölö, Monroe conheceu o guitarrista Andy McCoy.
Mais tarde, Michael e Andy tocaram juntos por um curto período em uma banda nomeada Bolin. O músico então tocou saxofone na banda de Maukka Perusjätkä, onde também conheceu o guitarrista Nasty Suicide. Monroe fez o teste como baixista do Pelle Miljoona Oy, mas mesmo que o teste tenha corrido bem, eles escolheram o baixista Sami Yaffa.[carece de fontes?]

## Vida pessoal
Monroe conheceu sua primeira esposa, Jude Wilder, em 1985, enquanto ela trabalhava na CBS para o projeto Two Steps From The Move de Hanoi Rocks. Depois de se casarem em 1989, o casal mudou-se para Los Angeles e depois para Nova Iorque. Mais tarde, o casal mudou-se para Turku, na Finlândia, para onde Monroe se mudou depois de muitos anos residindo nos Estados Unidos. Wilder morreu de hemorragia intracraniana em 19 de junho de 2001. Michael Monroe se casou com sua segunda esposa, Johanna, em 3 de julho de 2003.

## Carreira
Em dezembro de 1985, Monroe anunciou que se mudaria para Nova Iorque e, em 1986, Monroe fundou sua primeira banda solo. Em 1987, ele lançou seu primeiro álbum solo, Nights Are So Long. O álbum foi um sucesso moderado, mas atraiu grandes gravadoras: em 1988, Monroe assinou contrato com a Mercury Records. Em 1989, o segundo álbum solo de Monroe foi lançado, intitulado Not Fakin' It. O álbum contou com participações especiais de amigos e colegas músicos de Monroe, incluindo Steven Van Zandt, Ian Hunter e Nasty Suicide. O álbum alcançou a posição 161° na Billboard, e foi o primeiro álbum de Monroe a ser distribuído internacionalmente. O álbum também recebeu boas críticas da crítica. Foram filmados videoclipes para os singles "Dead, Jail or Rock 'N' Roll" e "Man With No Eyes". Axl Rose apareceu no videoclipe de "Dead, Jail or Rock 'N' Roll". Naquela época, Michael Monroe apresentou o Headbangers Ball da MTV, onde apresentou o novo videoclipe ao mundo.[carece de fontes?]
Quando Not Fakin' It foi lançado, a gravadora do Guns N' Roses, UZI Suicide, estava relançando os álbuns do Hanoi Rocks na América. O guitarrista do Guns N' Roses, Slash, também fez uma aparição especial nos shows de Monroe em Los Angeles em dezembro de 1989, cantando a música "Looking at You". O vocalista do Aerosmith, Steven Tyler, também tomou conhecimento de Monroe e pediu-lhe para se apresentar com o Aerosmith no 75º aniversário de Les Paul no Hard Rock Cafe em Nova York.
Em 25 de janeiro de 2010, Michael Monroe deu uma entrevista coletiva em Los Angeles, onde revelou sua nova banda com Sami Yaffa no baixo, o guitarrista Ginger do The Wildhearts, Todd Youth do Danzig e Samhain em uma segunda guitarra e Jimmy Clarke na bateria. A banda de Michael Monroe começou a turnê em 11 de março no Paradise Lounge de São Francisco e percorreu os EUA até 21 de março.
Durante o verão de 2010, a banda de Michael Monroe fez vários shows em festivais em todo o mundo, incluindo Helsinki Live na Finlândia junto com Guns N' Roses, o Rock Festival da Suécia e o Download Festival na Inglaterra. A banda também se apresentou no festival Ruisrock em Turku, Finlândia, onde Slash também se apresentou. Monroe se juntou a Slash no palco para uma apresentação de "We're All Gonna Die" (do álbum solo de Slash) e "Up Around the Bend". Michael Monroe também se apresentou no Summer Sonic Festival em Tóquio e Osaka, onde Slash também se apresentou. Os dois se reuniram novamente dividindo o palco para algumas músicas. Durante a apresentação da música "We're All Gonna Die", Monroe quebrou duas costelas ao bater em um barril de metal na frente do palco.
No outono de 2012, Michael Monroe anunciou que a banda estaria de volta ao estúdio gravando um novo álbum a ser lançado em 2013. Em julho, Steven Van Zandt tocou o bem recebido single principal, "Ballad of the Lower East Side", em seu programa de rádio quase semanalmente. Em 23 de agosto de 2013, a banda lançou Horns & Halos, que foi direto para o número 1 nas paradas de álbuns finlandesas e foi certificado Ouro em quatro dias na Finlândia.
Em 6 de março de 2014, foi anunciado que o guitarrista Dregen estava deixando a banda para se concentrar em sua carreira solo.
Em 2020 participou com Lordi no single "Like A Bee To The Honey" onde se apresentou como solista de saxofone.

## Discografia
Álbuns solo
- Nights Are So Long (1987)
- Not Fakin' It (1989)
- Peace of Mind (1996)
- Life Gets You Dirty (1999)
- Take Them and Break Them (2002)
- Whatcha Want (2003)
- Another Night in the Sun: Live in Helsinki (live album) (2010)
- Sensory Overdrive (2011)
- Horns and Halos (2013)
- Blackout States (2015)
- One Man Gang (2019)
- I Live Too Fast to Die Young! (2022)

Singles
- "Keep It Up" (1987)
- "Nights Are So Long" (1987)
- "She's No Angel" (1987)
- "Dead, Jail or Rock 'N' Roll (1989)
- "She's No Angel" (1989)
- "Not Fakin' It" (1989)
- "Man With No Eyes" (1989)
- "While You Were Looking At Me" (1990)
- "Magic Carpet Ride" (Featuring Slash, 1990)
- "Make It Go Away" (1996)
- "Stranded" (2003)
- "Superpowered Superfly" (2010)
- "'78" (2011)
- "Trick Of The Wrist" (2011)
- "Ballad Of The Lower East Side" (2013)
- "Eighteen Angels" (2013)
- "Stained Glass Heart" (2013)
- "Old King's Road" (2015)
- "Goin' Down With The Ship" (2015)
- "One Foot Outta The Grave" (2017)
- "One Man Gang" (2019)
- "Last Train To Tokyo" (2019)
- "Murder The Summer Of Love" (2022)
- "Can't Stop Falling Apart" (2022)
- ”Everybody’s Nobody” (2022)